# Thomas Love Peacock
Thomas Love Peacock (18 de octubre de 1785-23 de enero de 1866) fue un escritor inglés.
Peacock era un amigo cercano de Percy Bysshe Shelley y ambos influyeron  mutuamente sus trabajos. Escribió novelas satíricas, todas con básicamente el mismo escenario —personajes sentados a una mesa discutiendo y criticando las opiniones filosóficas de la época—.
Trabajó para la British East India Company.

## Primeros años
Thomas Love Peacock nació en Weymouth, Dorset, Inglaterra. Su padre era un comerciante de vidrio en Londres, socio de Mr. Pellatt, quien se supone que fue el fundador de la famosa firma; su madre era la hija de Thomas Love, antiguo constructor de barcos. No se sabe mucho de su padre, excepto su vocación y que su hijo se convirtió en huérfano a los tres años de edad. La Sra. Peacock fue a vivir con su padre a Chertsey y, a los trece años de edad, Peacock comenzó a asistir a un colegio privado en Englefield Green.
Las composiciones juveniles de Peacock, algunas de las cuales fueron impresas por sir Henry Cole, exhibían una prosa formal, en contraste con el humor que incluyó en las obras que lo hicieron famoso en la literatura. Más interesante es una contribución a The Juvenile Library, una revista para jóvenes cuyos concursos despertaban el entusiasmo de varios chicos destinados a ser celebridades, entre ellos Leigh Hunt, de Quincey, y W. J. Fox. Peacock, en 1800, ganó el undécimo premio por un ensayo con las ventajas comparativas de la historia y las biografías. 
A los dieciséis años de edad, Peacock se mudó a Londres. Durante un tiempo trabajó como mercantil, aunque no existen muchos detalles sobre dicha ocupación. Comenzó a visitar la Sala de Lectura del Museo Británico, la cual frecuentó durante varios años y donde estudió literatura griega, latina, francesa e italiana. Su situación, aunque actualmente no está del todo clara, debe haber sido independiente, y entre 1804 y 1806 publicó dos volúmenes de poesía, The Monks of St. Mark y Palmyra, cuyo éxito no había sido esperado. 
Sus amigos opinaban que no era posible que un hombre de su inteligencia ganase tan poco dinero. En el otoño de 1808 comenzó a trabajar como secretario privado para Sir Home Popham, comandante de la flota de Flushing, en Holanda. Su afición preconcebida hacia el mar no lo reconcilió con la realidad náutica. "Escribir poesías", dijo, "o hacer cualquier cosa que sea racional, en este infierno marino, está cerca de ser imposible. Daría el mundo por estar en mi casa y dedicar el invierno a escribir comedias".

## Amistad con Shelley
En 1812 Peacock publicó otro poema elaborado, "The Philosophy of Melancholy", y el mismo año conoció a Percy Bysshe Shelley: dijo en sus memorias que "vio a Shelley por primera vez poco antes de que partiese hacia Tanyrallt", a donde Shelley se dirigía desde Londres en noviembre de 1812. Thomas Hookham, el editor de las primeras obras de Peacock, fue posiblemente quien los presentó. Shelley utilizó la biblioteca ambulante de Hookham durante varios años, Hookham le envió The Genius of the Thames a Shelley, y en Shelley Memorials, página 38-40, se encuentra una carta del poeta fechada del 18 de agosto de 1812, en que menciona los méritos poéticos de la obra y censura, con igual exageración, lo que consideraba el patriotismo erróneo del autor. 
Durante aquellos años, el curso de la vida de Peacock solo se conoce en conexión con Shelley. En el verano de 1813, acompañó a Shelley y a Harriet a Edinburgo; durante el invierno de 1814 y 1815 visitaba prácticamente a diario a Shelley y a Mary en Londres. En 1815 los acompañó en su viaje por el Támesis. "Parece", escribió Charles Clairmont, un miembro del grupo, "un hombre correcto; sin embargo, no es capaz de estudiar, y cree que es más beneficioso para él como ser humano dedicarse completamente a las bellezas del verano mientras dura; estaba feliz sólo al apreciar la naturaleza desde la mañana hasta la noche". Durante el invierno de 1815-16 Peacock continuamente viajaba desde Marlow, en donde había ido a vivir durante un tiempo, a visitar a Shelley a Bishopgate. Allí conoció a Hogg, y "el invierno fue un mero pasatiempo. Nuestros estudios fueron exclusivamente griegos". El beneficio que derivó de sus estudios con Shelley no puede ser sobrevaluado. Su influencia se aprecia en todos sus escritos hasta el final de su vida. Lo morboso, lo fantástico, lo polémico, gradualmente fue desapareciendo de su mente; y el escritor que comenzó como imitador de las extravagancias más salvajes del Romanticismo terminó, sin que su genio llegase más allá de su escuela, con un estilo más similar al de Keats y Landor.
En 1815 fue escrito Headlong Hall, el cual se publicó al año siguiente. Con este libro Peacock definitivamente escribió su historia en la literatura, la cual mantendría durante el resto de su vida, sin alteraciones sustanciales o desarrollo más allá de la beneficiosa experiencia y creciente properidad que naturalmente sumaría. 
En 1816 Shelley se mudó al extranjero, y Peacock parece haber estado ocupado buscándole una nueva residencia a los Shelley. Finalmente los ubicó cerca de su hogar, en Great Marlow. La novela Melincourt fue publicada ese año; además, escribió Nightmare Abbey y Rhododaphne. Antes de que se publicaran aquellas obras, en 1818, Shelley volvió a mudarse, y Peacock y él no se verían nunca más.

## East India Company
El 13 de enero de 1819, escribió desde 5 York Street, Covent Garden: 
Actualmente paso cada mañana en la Casa de India, desde las diez y media hasta las cuatro y media, y estudio historia india. Mi objetivo no ha sido logrado aún, aunque no tengo dudas de que lo cumpliré. No fue en la primera instancia de mi búsqueda personal, pero me fue presentado. Me conduciré a una empresa que me complementará en dos o tres años. No es en la rutina común de una oficina, pero es un empleo de naturaleza muy interesante e intelectual, conectado con las finanzas y las leyes, en el cual es posible ser de gran utilidad, no sólo en la Compañía, sino para los millones que están bajo su autoridad.
Ese año, la East India Company se había percatado de que su personal era muy administrativo, y había determinado reforzarla sumando cuatro hombres de habilidades especiales para la oficina del Examinador, incluyendo a Peacock y a James Mill.
El salario de Mill era de £800 al año; no se sabe si Peacock recibía lo mismo. La designación del último fue realizada por Sir Henry Cole bajo la influencia de Peter Auber, el secretario e historiador de Company, a quien había conocido en la escuela, aunque probablemente no como compañero de clase. Mill no pasó por un periodo de prueba: Peacock sí lo hizo, pero las pruebas que realizó les fueron devueltas con una mención honorífica: "Para nada superfluo, y sin pretensiones". 
En 1820, Peacock se casó con Jane Griffith o Gryffydh. Peacock y su esposa tuvieron tres hijas. Una de ellas, Mary Ellen, contrajo matrimonio con el novelista George Meredith como su segundo esposo en agosto de 1849. Jane Peacock falleció en 1865. 
En 1822 la novela Maid Marian, empezada en 1818, fue completada y publicada. Poco después fue dramatizada, con gran éxito, por Planché, y fue traducida al francés y al alemán. El salario de Peacock pasó a ser de £1000 al año, y en 1823 adquirió la residencia que tendría hasta su muerte, ubicada en Lower Halliford. En 1829 compuso The Misfortunes of Elphin, y en 1831 Crotchet Castle, la más madura y característica de sus obras. 
En 1836 su carrera como oficial fue coronada por su nombramiento como Examinador en Jefe de Correspondencia India, en reemplazo de James Mill. El puesto solo podía ser ocupado por alguien con capacidad para los negocios y una habilidad excepcional en escribir documentos oficiales: la realización de Peacock de sus tareas, se cree, fue comparada constantemente con la de su antecesor e incluso con su sucesor, Stuart Mill.

## Últimos años
Durante varios años antes de su designación, la autoría de Peacock se había visto menguada, con la excepción de sus contribuciones regulares al "Examinador" y a un artículo ocasional en el Westminster Review o en Bentley's Miscellany.
En 1837, Headlong Hall, Nightmare Abbey, Maid Marian, y Crotchet Castle aparecieron juntas como el volumen 57 de la colección Bentley's Standard Novels. Hacia 1852, decidió volver a escribir, y comenzó una serie de contribuciones al Fraser's Magazine con la primera, y más interesante, versión de su "Horae Dramaticae", una restauración de "Querolus," una comedia romana probablemente de la época antigua. 
Peacock se retiró de la India House con una alta pensión el 29 de marzo de 1856. En 1860 su última novela, Gryll Grange, continuó apareciendo en Fraser's Magazine.
Peacock falleció en Lower Halliford, el 23 de enero de 1866, de unas lesiones sufridas tras un incendio luego de intentar salvar su biblioteca, y fue enterrado en el nuevo cementerio de Shepperton. 

## Obras

### Novelas
- Headlong Hall (publicado en 1815 pero fechado en 1816)
- Melincourt (1817)
- Nightmare Abbey (1818)
- Maid Marian (1822)
- The Misfortunes of Elphin (1829)
- Crotchet Castle]] (1831)
- Gryll Grange (1861)

### Poemas
- The Monks of St. Mark (1804?)
- Palmyra and other Poems (1805)
- The Genius of the Thames: a Lyrical Poem (1810)
- The Genius of the Thames Palmyra and other Poems (1812)
- The Philosophy of Melancholy (1812)
- Sir Hornbook, or Childe Launcelot's Expedition (1813)
- Sir Proteus: a Satirical Ballad (1814)
- The Round Table, or King Arthur's Feast (1817)
- Rhododaphne: or the Thessalian Spirit (1818)
- Paper Money Lyrics (1837)

### Ensayos
- The Four Ages of Poetry (1820)
- Recollections of Childhood: The Abbey House (1837)
- Memoirs of Shelley (1858-60)
- The Last Day of Windsor Forest (1887) [compuesto en 1862]
- Prospectus: Classical Education

### Obras de teatro
- The Three Doctors
- The Dilettanti
- Gl'Ingannati, or The Deceived (traducido de su versión en italiano, 1862)

### Cuentos y novelas inconclusos
- Satyrane (c. 1816)
- Calidore (c. 1816)
- The Pilgrim of Provence (c. 1826)
- The Lord of the Hills (c. 1835)
- Julia Procula (c. 1850)
- A Story Opening at Chertsey (c. 1850)
- A Story of a Mansion among the Chiltern Hills (c. 1859)
- Boozabowt Abbey (c. 1859)
- Cotswald Chace (c. 1860)